# Coordinatometro
Il coordinatometro è uno strumento utilizzato per l'individuazione di punti sulle carte geografiche, in particolare permette di verificare se la carta geografica ha subito deformazioni e quindi non rappresenta in perfetta proporzione la realtà. Generalmente ha diverse scale (1:25.000 - 1:40.000 - 1:50.000)tra le quali, la più usata è la scala 1:25.000 (1 cm sulla scala : 25.000 cm reali, ovvero 250 m) divisa in quadranti di 4 cm di lato, cioè di 1km di lato nella realtà.

## Funzionamento
Per individuare un punto nella cartina, col coordinatometro, si procede nel seguente modo:
1. Si individua il numero della "riga verticale", chiamata coordinata orizzontale o meridiano reticolato che varia aumentando man mano che si procede da Ovest, verso Est (da sinistra verso destra nella cartina)
2. Allo stesso modo si trova il numero della "riga orizzontale", chiamata coordinata verticale o parallelo reticolato
3. Trovate queste due coordinate, ad esempio 09 e 11, si misura la distanza in hm (ettometri, cioè centinaia di metri) tra il punto e le due "linee" individuate
4. Si aggiungono ora i risultati trovati dimodoché ogni coordinata risulti di 3 cifre:se, per esempio, il punto trovato dista in orizzontale 300 m (cioè 3 ettometri) dalla "riga verticale" numero 09, la coordinata diverrà 093, se dista contemporaneamente 400 m (cioè 4 ettometri) dalla "riga orizzontale" la coordinata diverrà 114. È anche possibile che, per precisione, si aggiungano anche i decametri di distanza (cioè la distanza in decine di metri), quindi, in questo caso, le nostre coordinate diventerebbero: 0930, la prima e 1140 la seconda....tutte insieme sarebbero: 09301140.

Il vertice del coordinatometro va posizionato nel punto di incontro (incrocio) tra il meridiano reticolato e il parallelo reticolato. Questo vale per le cartine IGM (Istituto Geografico Militare), in cui generalmente le linee che delimitano i quadranti, sono tracciate di colore viola.

BWH Kartenwinkelmesser Planzeiger Set